# Pulau Bai
Pulau Bai ist eine zu Malaysia gehörende Insel in der Sandakan-Bucht. Die Bucht mit der Insel gehört geographisch zur Sulusee.

## Geschichte
William B. Pryer, der Gründer der Stadt Sandakan, erwarb die Insel um 1890 von der North Borneo Chartered Company und begann dort verschiedene landwirtschaftliche Projekte. So pflanzte er auf der Insel verschiedene Produkte wie Kokosnüsse, Kaffee und Betelnusspalmen an und betrieb Viehhaltung.